# Boksning under sommer-OL 1960
Boksning under Sommer-OL 1960 i Rom blev afviklet fra den 25. august til den 5. september 1960 på Palazzo dello Sport (i dag kaldet PalaLottomatica). 
Der deltog et rekordstort antal boksere i turneringen. I alt 282 boksere fra 54 nationer var tilmeldt. Som ved Sommer-OL 1956 i Melbourne kæmpede bokserne i 10 vægtklasser. 
Bedste nationer blev Italien (3 guld, 3 sølv og 1 bronze), USA (3 guld og 1 bronze) og Polen (1 guld, 3 sølv og 3 bronze).
Den store helt var italieneren Nino Benvenuti, der vandt guld i weltervægt og blev tildelt Val Barker trofæet, men også en ung Cassius Clay imponerede med en guldmedalje i letsværvægt. Begge boksere blev siden professionelle verdensmestre; Benvenutti i letmellemvægt og mellemvægt og Clay i sværvægt. 

## Danske deltagere
Fra Danmark deltog 5 boksere, der dog alle tabte deres første kampe i 1/16-delsfinalerne.
- Villy B. Andersen (fluevægt), tabte sin første kamp mod amerikaneren H. Barrera på point 4-0-1.
- Børge Krogh (fjervægt), tabte 1. kamp mod finnen Jorma Johannes Limmonen på point 5-0.
- Benny Nielsen (weltervægt) tabte sin første kamp på point mod polakken L. Drogosz 5-0.
- Leif Hansen (letmellemvægt), tabte sin første kamp på point mod polakken H. Dampc med dommerstemmerne 4-0-1.
- Achton Mikkelsen (mellemvægt), tabte sin første kamp på point mod australieren T. Davies med dommerstemmerne 2-3.

## Medaljer
| Boksing OL 1960 Rom | Boksing OL 1960 Rom | Boksing OL 1960 Rom | Boksing OL 1960 Rom | Boksing OL 1960 Rom | Boksing OL 1960 Rom |
| ------------------- | ------------------- | ------------------- | ------------------- | ------------------- | ------------------- |
| Nr.                 | Land                | Guld                | Sølv                | Bronze              | Totalt              |
| 1.                  | Italien             | 3                   | 3                   | 1                   | 7                   |
| 2.                  | USA                 | 3                   | 0                   | 1                   | 4                   |
| 3.                  | Polen               | 1                   | 3                   | 3                   | 7                   |
| 4.                  | Sovjetunionen       | 1                   | 1                   | 2                   | 4                   |
| 5.                  | Tjekkoslovakiet     | 1                   | 0                   | 1                   | 2                   |
| 6.                  | Ungarn              | 1                   | 0                   | 0                   | 1                   |
| 7.                  | Sydafrika           | 0                   | 1                   | 1                   | 2                   |
| 8.                  | Ghana               | 0                   | 1                   | 0                   | 1                   |
| 9.                  | Storbritannien      | 0                   | 0                   | 3                   | 3                   |
| 10.                 | Australien          | 0                   | 0                   | 2                   | 2                   |
| 11.                 | Japan               | 0                   | 0                   | 1                   | 1                   |
| 11.                 | Egypten             | 0                   | 0                   | 1                   | 1                   |
| 11.                 | Finland             | 0                   | 0                   | 1                   | 1                   |
| 11.                 | Argentina           | 0                   | 0                   | 1                   | 1                   |
| 11.                 | Rumænien            | 0                   | 0                   | 1                   | 1                   |
| 11.                 | Tyskland            | 0                   | 0                   | 1                   | 1                   |
| Totalt              | Totalt              | 10                  | 10                  | 20                  | 40                  |

## Fluevægt (51 kg)
| Medalje | Land | Udøver                |
| ------- | ---- | --------------------- |
| Guld    | HUN  | Gyula Török           |
| Sølv    | USSR | Sergei Sivko          |
| Bronze  | JPN  | Kiyoshi Tanabe        |
| Bronze  | EGP  | Abdelmoneim El-Guindi |

Der deltog 33 boksere fra 33 nationer i fluevægt. 

## Bantamvægt (54 kg)
| Medalje | Land | Udøver          |
| ------- | ---- | --------------- |
| Guld    | USSR | Oleg Grigryev   |
| Sølv    | ITL  | Primo Zamparini |
| Bronze  | POL  | Brunon Bendig   |
| Bronze  | AUS  | Oliever Taylor  |

Der deltog 33 boksere fra 33 nationer i bantamvægt. 

## Fjervægt (57 kg)
| Medalje | Land | Udøver                  |
| ------- | ---- | ----------------------- |
| Guld    | ITL  | Francesco Musso         |
| Sølv    | POL  | Jerzy Adamski           |
| Bronze  | FIN  | Jorma Johannes Limmonen |
| Bronze  | SAF  | William Meyers          |

Der deltog 31 boksere fra 31 nationer i fjervægt. 

## Letvægt (60 kg)
| Medalje | Land | Udøver                |
| ------- | ---- | --------------------- |
| Guld    | POL  | Kazimierz Pazdzior    |
| Sølv    | ITL  | Sandro Lopopolo       |
| Bronze  | ARG  | Abel Ricardo Laudonio |
| Bronze  | GBR  | Richard McTaggart     |

Der deltog 34 boksere fra 34 nationer i letvægt. 

## Letweltervægt (63,5 kg)
| Medalje | Land | Udøver          |
| ------- | ---- | --------------- |
| Guld    | CZK  | Bahumil Nemecek |
| Sølv    | GHA  | Clement Quartey |
| Bronze  | USA  | Quincey Daniels |
| Bronze  | POL  | Marian Kasprzyk |

Der deltog 34 boksere fra 34 nationer i letweltervægt. 

## Weltervægt (67 kg)
| Medalje | Land | Udøver                    |
| ------- | ---- | ------------------------- |
| Guld    | ITL  | Giovanni (Nino) Benvenuti |
| Sølv    | USSR | Yuri Radnyak              |
| Bronze  | POL  | Leszek Drogosz            |
| Bronze  | GBR  | James Lloyd               |

Der deltog 33 boksere fra 33 nationer i weltervægt. 

## Letmellemvægt (71 kg)
| Medalje | Land | Udøver                |
| ------- | ---- | --------------------- |
| Guld    | USA  | Wilbert James McClure |
| Sølv    | ITL  | Carmelo Bossi         |
| Bronze  | GBR  | William Fisher        |
| Bronze  | USSR | Boris Lagutin         |

Der deltog 23 boksere fra 23 nationer i letmellemvægt. 

## Mellemvægt (75 kg)
| Medalje | Land | Udøver           |
| ------- | ---- | ---------------- |
| Guld    | USA  | Edward Crook Jr. |
| Sølv    | POL  | Tadeusz Walasek  |
| Bronze  | RUM  | Ion Monea        |
| Bronze  | USSR | Yevgeni Feofanov |

Der deltog 25 boksere fra 25 nationer i mellemvægt. 

## Letsværvægt (81 kg)
| Medalje | Land | Udøver                 |
| ------- | ---- | ---------------------- |
| Guld    | USA  | Cassius Clay           |
| Sølv    | POL  | Zbigniew Pietrzykowski |
| Bronze  | AUS  | Anthony Madigan        |
| Bronze  | ITL  | Giulio Saraudi         |

Der deltog 19 boksere fra 19 nationer i letsværvægt. 

### Første runde (1/16-delsfinaler)
- Zbigniew Pietrzykowski (POL) def.  Guyana Carl Crawford (GUA), 5–0
- Petar Spassov (BUL) def.  Johnny Ould (GRB), 4–1
- Matti Aho (FIN) def.  Colm McCoy (IRL), 4–0–1

### 1/8-delsfinaler
- Gennadiy Shatkov (URS) def.  Ray Cillien (LUX), 5–0
- Cassius Clay (USA) def.  Yvon Becot (BEL), rsc 2 omg.
- Anthony Madigan def.  Lars-Olof Norling (SVE), 5–0
- Gheorghe Negrea (ROM) def.  George Oywello (UGA), 5–0
- Giulio Saraudi (ITA) def.  Muhammad Safdar (PAK), 5–0
- Rafael Gargiulo (ARG) def.  José Leite (BRA), rsc 1. omgang
- Zbigniew Pietrzykowski (POL) def.  Emil Willer (GER), 5–0
- Petar Spassov (BUL) def.  Matti Aho (FIN), 5–0

#### Kvartfinaler
- Cassius Clay (USA) def.  Gennadiy Shatkov (URS), 5–0
- Anthony Madigan (AUS) def.  Gheorghe Negrea (ROM), knockout – 2. omgang
- Giulio Saraudi (ITA) def.  Rafael Gargiulo (ARG), 5–0
- Zbigniew Pietrzykowski (POL) def.  Petar Spassov (BUL), 5–0

#### Semifinaler
- Cassius Clay (USA) def.  Anthony Madigan (AUS), 5–0
- Zbigniew Pietrzykowski (POL) def.  Giulio Saraudi (ITA), 5–0

#### Finale
- Cassius Clay (USA) def.  Zbigniew Pietrzykowski (POL), 5–0 (59-57, 59-58, 60-56, 59-57, 60-57)

## Sværvægt (+81 kg)
| Medalje | Land | Udøver                |
| ------- | ---- | --------------------- |
| Guld    | ITL  | Francesco de Piccoli  |
| Sølv    | RSA  | Daniel Wepener Bekker |
| Bronze  | CZK  | Josef Nemec           |
| Bronze  | DDR  | Günter Siegmund       |

Der deltog 17 boksere fra 17 nationer i sværvægt.